# Cavall
|  | Per a altres significats, vegeu «Cavall (desambiguació)». |

El cavall (Equus caballus) és un mamífer ungulat de la família dels èquids. El cavall ha evolucionat al llarg dels últims 45-55 milions d'anys des de l'eohip, una petita criatura amb diversos dits, fins a convertir-se en l'animal de grans dimensions i dotat d'un únic dit d'avui en dia. Els éssers humans començaren a domesticar els cavalls cap al 4000 aC i es creu que la seva domesticació ja era estesa el 3000 aC. Malgrat que la majoria de cavalls d'avui en dia estan domesticats, encara hi ha poblacions amenaçades de cavall de Przewalski, l'únic cavall salvatge autèntic que queda, així com cavalls ferals, més comuns, que viuen en llibertat tot i descendir d'avantpassats domesticats. Es fa servir un vocabulari ampli especialitzat per descriure conceptes equins, que cobreix des de l'anatomia fins a les fases vitals, passant per la mida, el color del pelatge, les marques, les races, els aires i el comportament.
Els cavalls estan dissenyats anatòmicament per utilitzar la seva velocitat per escapar-se dels depredadors, tenen un sentit de l'equilibri ben desenvolupat i un fort instint de lluita o fugida. Presenten una característica inusual relacionada amb aquesta necessitat de fugir dels depredadors en estat salvatge: els cavalls poden dormir tant drets com ajaguts. Les femelles, anomenades egües o eugues, porten la cria al ventre durant aproximadament 11 mesos, al final dels quals neix la cria, anomenada poltre, que és capaç de mantenir-se dempeus i córrer poc després de néixer. La majoria de cavalls domèstics comencen a ser ensinistrat amb sella o arnès a l'edat d'entre dos i quatre anys. Assoleixen l'adultesa als 5 anys i viuen entre 25 i 30 anys.
Les races de cavall se subdivideixen a grans trets en tres categories segons el seu temperament general: cavalls fogosos de «sang calenta», amb velocitat i resistència; cavalls de «sang freda», com ara cavalls de tir i alguns ponis, adaptats per un treball lent i dur; i els cavalls de «sang càlida», originats d'encreuaments entre cavalls de sang calenta i sang freda, sovint amb l'èmfasi en crear races per fins d'equitació, particularment a Europa. Actualment hi ha més de 300 races de cavall al món, desenvolupades per nombrosos usos diferents.
Els humans i els cavalls interaccionen de moltes maneres, no només en una varietat de competicions esportives i activitats de lleure no competitives, sinó també en activitats de treball com ara la policia, l'agricultura, l'entreteniment, l'aprenentatge assistit i la teràpia. Els cavalls han estat utilitzats tradicionalment en la guerra. S'han desenvolupat una gran varietat de tècniques hípiques i conducció, utilitzant molts estils diferents d'equipament i mètodes de control. S'obtenen molts productes dels cavalls, incloent-hi carn, llet, pell, pèl, ossos i productes farmacèutics extrets de l'orina d'eugues embarassades. De fet, el kumis és un dels productes més famosos obtinguts de la llet d'euga. Els humans proporcionen als cavalls domesticats aliment, aigua i refugi, així com atenció per especialistes com ara veterinaris i ferradors.

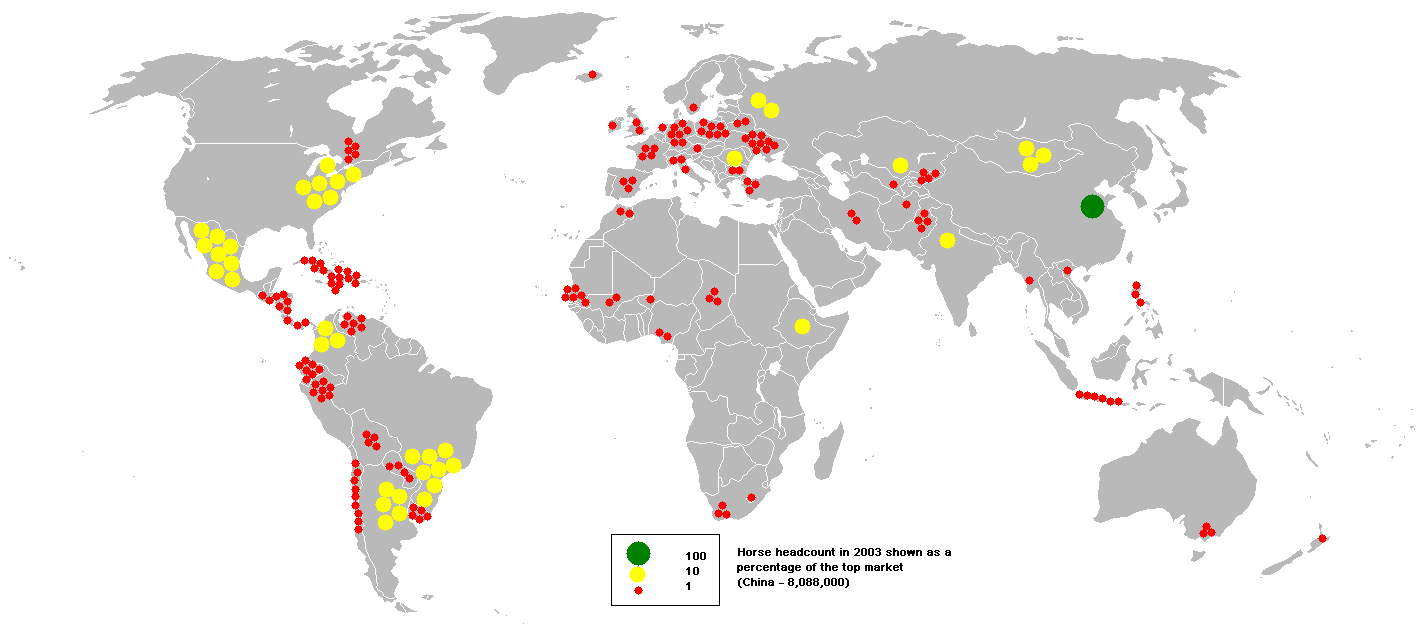
Recompte de caps de cavalls el 2003

Diagrama de l'evolució del cavall

## Biologia

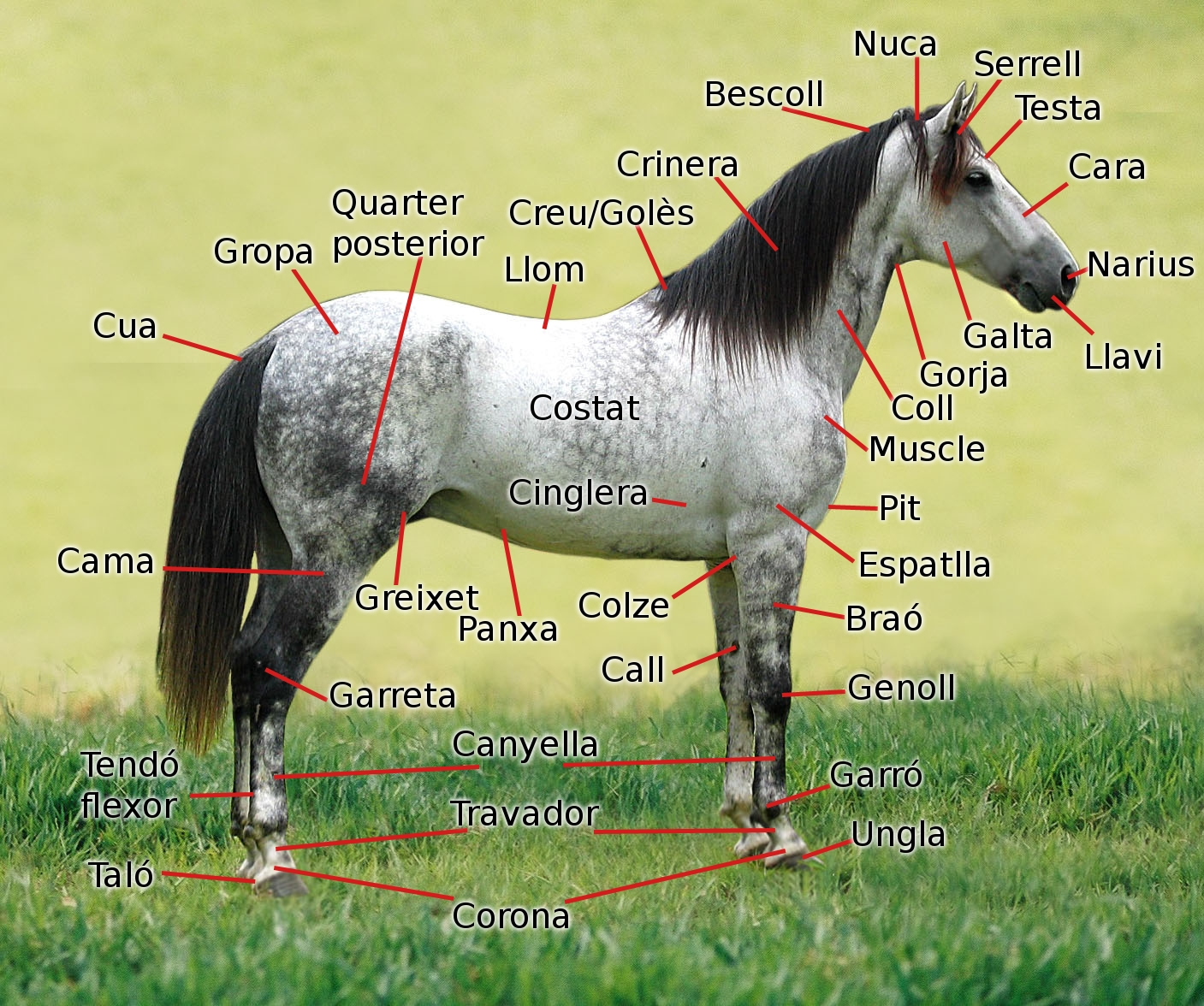
Anatomia d'un cavall

L'anatomia dels cavalls es descriu per mitjà d'un gran nombre de termes específics, com es mostra a la imatge de la dreta. Els termes específics també descriuen les edats, els colors i les races.

### Edat
Segons la raça, el manteniment i el medi, els cavalls domèstics actuals tenen una longevitat de 25-30 anys. Tot i que és quelcom de rar, alguns animals superen els 40 anys i, a vegades, més. El cas verificable del cavall més vell fou Old Billy, un cavall del segle xix que visqué fins a l'edat de 62 anys.
En temps moderns, Sugar Puff, que havia estat catalogat al Llibre Guinness de Rècords com el poni més vell del món encara vivent, morí el 2007 a l'edat de 56 anys.

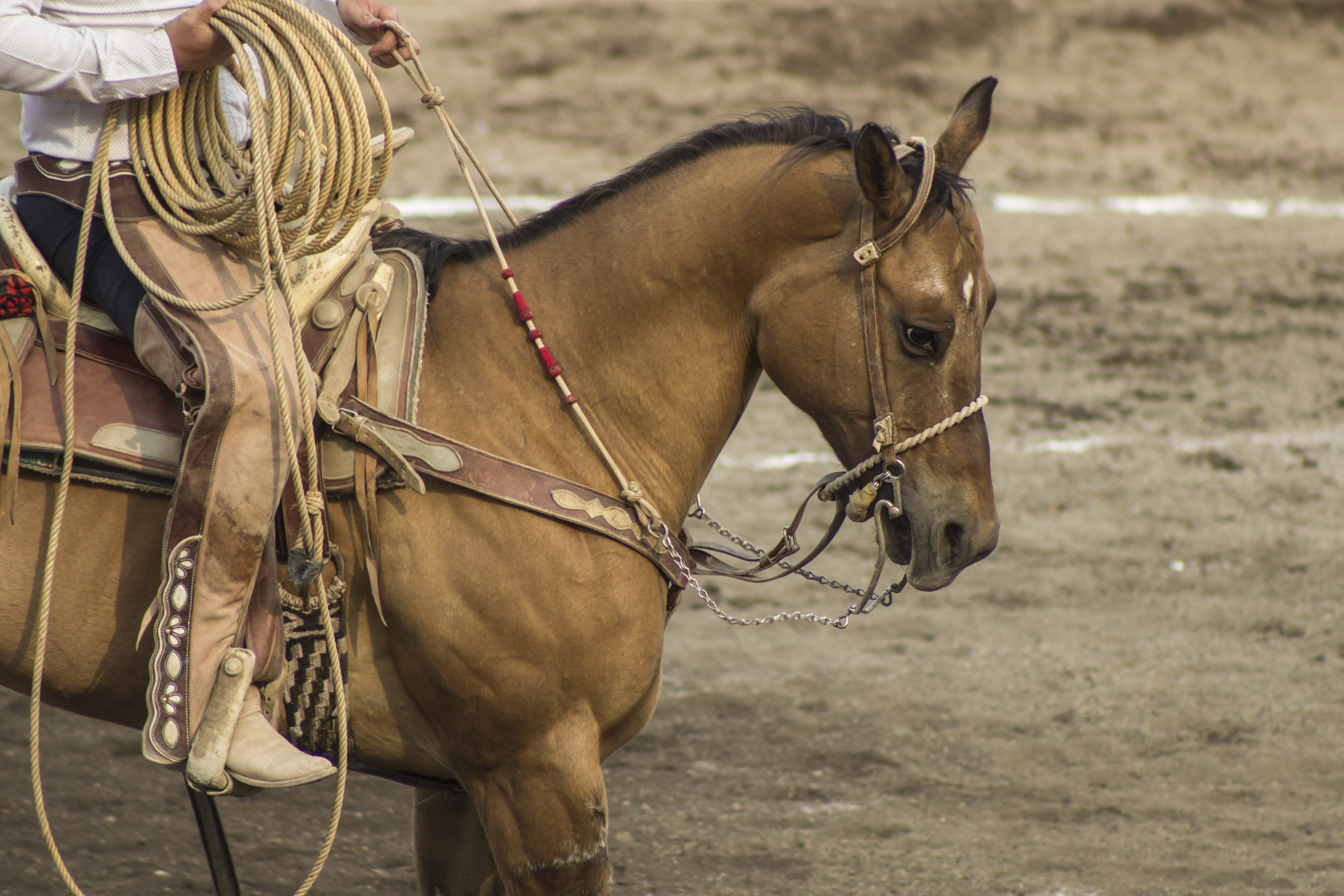
Esdeveniment de charrería en la Fira Nacional de Sant Marc

Sigui quina sigui la data de naixement real d'un cavall, per la majoria de fins competitius, es considera que l'animal esdevé un any més vell l'1 de gener de cada any a l'hemisferi nord i l'1 d'agost a l'hemisferi sud. L'excepció és l'hípica de resistència, en què l'edat mínima per competir es basa en l'edat de calendari de l'animal. Es pot fer una estimació molt aproximada de l'edat d'un cavall observant-ne les dents.
S'utilitza la terminologia següent per referir-se a cavalls de diferents edats:
- Poltre o pollí: un cavall jove de qualsevol sexe. A vegades, un poltre que encara és alletat rep el nom de pollí i un que ja ha estat deslletat s'anomena weanling.[9] La majoria de poltres domesticats són deslletats a entre cinc i set mesos d'edat, tot i que se'ls pot deslletar a l'edat de quatre mesos sense efectes adversos.[10]
- Sobreany: un cavall de qualsevol sexe i d'entre un i dos anys.
- Terçó: un cavall entre dos i tres anys.[11]
- Egua: femella de cavall.
- (cavall) Semental o semental, (cavall) llavorer o cavall de llavor, cavall pare, cavall guarà o estaló: un mascle no castrat destinat a la cria.[12] Un mascle no castrat en general rep el nom de cavall sencer.[11]

En l'àmbit de les curses de cavalls, la terminologia pot ser diferent.

### Sentits

#### Vista
Els cavalls tenen una vista molt bona però diferent de la dels humans. Els seus ulls són els més grossos de tots els mamífers terrestres i estan situats als costats del cap. Això els permet gaudir d'un camp de visió d'uns 350 graus (65 dels quals són de visió binocular i la resta, uns 285, de visió monocular).
La seva visió nocturna és excel·lent. Pel que fa als colors la seva vista és dicromàtica. Els cavalls perceben una gamma de grisos que, fora d'algunes parelles de colors, els permet de constrastar la major part d'imatges.
Finalment, dos punts de la vista relacionats amb els pelatges:
1. Els cavalls pigats homozigòtics (appaloosa LpLp) tenen ceguesa nocturna.
2. La dilució argentada pot anar associada a un defecte ocular característic amb molta més freqüència que en altres pelatges.

#### Oïda
Pot afirmar-se que l'oïda dels cavalls és millor que la dels humans. A més, poden orientar les orelles girant-les fins a 180 graus de forma independent, per a concentrar la seva antenció auditiva sense necessitat de moure el cap.
L'espectre de freqüències audibles dels humans és d'aproximadament 20 Hz-20.000 Hz. Els cavalls sembla que s'aproximen molt als humans pel que fa a les baixes freqüències. Però en les freqüències altes la seva audició és molt millor (d'aproximadament fins a 30.000 Hz).
L'oïda dels cavalls és més sensible que la dels humans. Això vol dir que poden escoltar sorolls d'una intensitat més baixa que la que necessiten les persones. (Amb un doble vessant pràctic: un cavall es pot espantar amb sorolls que el seu genet no pot sentir però, a la vegada, el genet pot donar ordres sonores de molt baixa intensitat). En alguns casos pot ser aconsellable usar taps especials en les orelles del cavall, que impedeixin o minvin la seva capacitat d'audició.
Sembla demostrat que els cavalls poden sentir algunes vibracions transmeses pel sol a través dels seus peus. Les vibracions són inaudibles per a les orelles (perquè no van per l'aire) però es transmeten millor per terra i d'allí passen a les potes fins a l'orella interna del cavall.
Els cavalls amb dificultats auditives exigeixen una atenció particular. Hi ha molts cavalls completament sords que poden dur una vida normal i són útils al cent per cent. Hi ha una varietat de cavalls tacats, els «tacats-esquitxats» (splashed white), que són sords en un percentatge bastant alt. Se sap que si no hi ha pigment en una part de l'orella interna, el cavall és sord. En els cavalls tacats, les taques blanques estan formades per pèls blancs que creixen sobre una zona de pell rosada (sense pigment). Quan un ull o una orella és dins o a tocar d'una taca blanca, pot ser que no tingui pigment la part de l'orella interna esmentada.
Hi ha hagut casos de sabotatge per culpa dels ultrasons en curses de cavalls. Un «fusell d'ultrasons» va provocar l'espantada i caiguda d'un cavall que liderava una cursa.

#### Olfacte

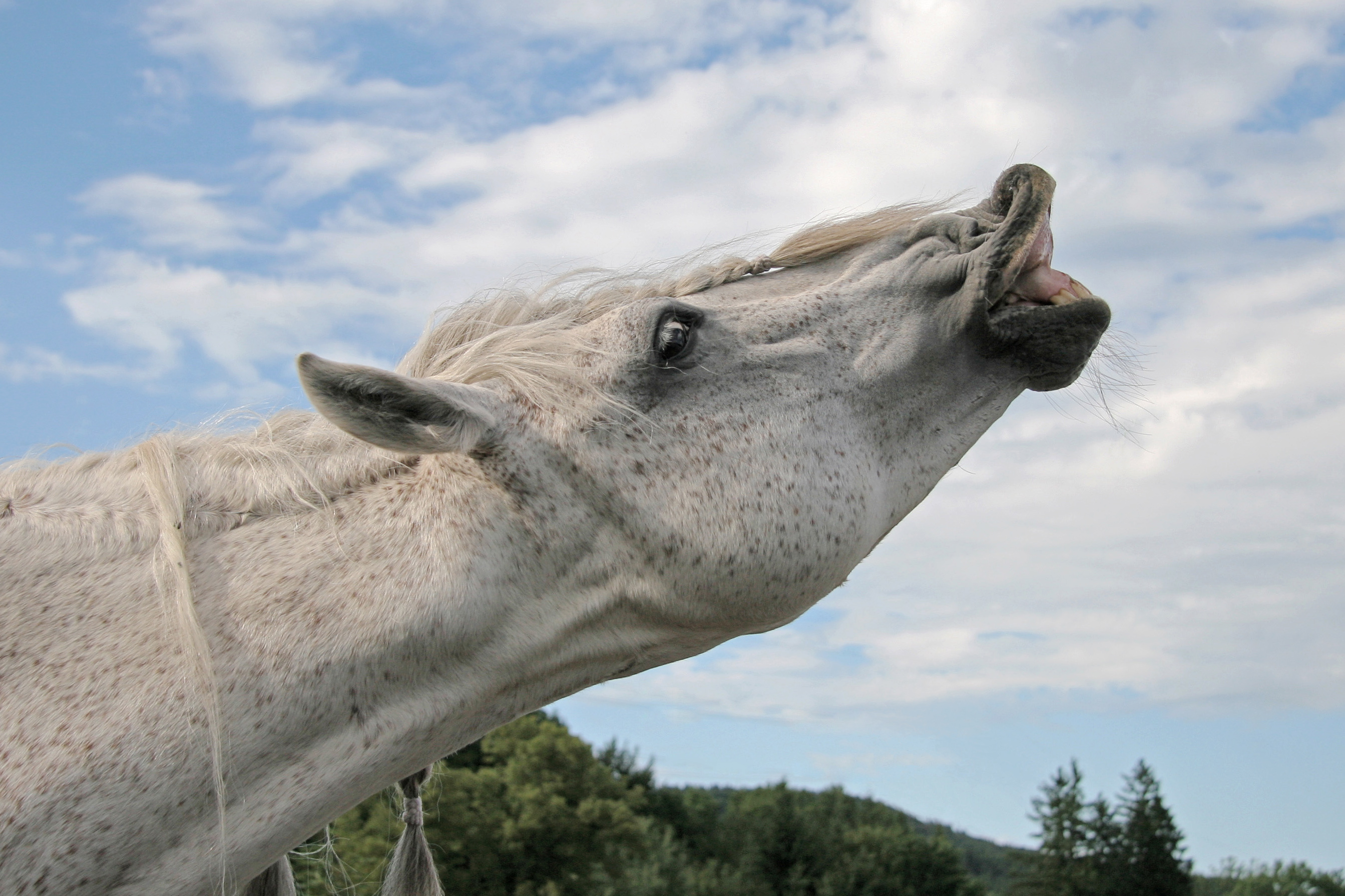
Cavall ensumant a la manera flehmen

Els cavalls encara tenen un olfacte millor que el dels humans menys «contaminats». Diuen que poden ensumar qualsevol animal que es trobi a menys de 200 metres, humans inclosos.
Se suposa que si els humans usen perfum o similars encara poden ser ensumats pels cavalls des de més lluny. En algunes pel·lícules (de caçadors africans o de tribus índies) o en alguns documentals sobre animals s'explica que quan fa vent, l'única manera d'apropar-se als animals és des de sotavent (en contra del vent, de manera que el vent ens porti la flaira dels animals i allunyi les nostres olors dels animals). Això serviria si volguéssim acostar-nos (sense fer gens de soroll) a un ramat o arment de cavalls sense ser detectats. Un cas especial és el comportament dels estalons en època de zel. Ensumant les eugues poden detectar si estan receptives o no.

#### Gust
El sentit del gust en els cavalls és essencial. En estat salvatge els servia per a triar les herbes aparentment més adients.
Segons els especialistes, els cavalls poden distingir els mateixos gustos que els humans: dolç, salat, amarg i àcid.
Els òrgans receptors estan ubicats, principalment, en la zona posterior de la llengua i en el paladar.
Alguns cavalls poden tenir gustos especials pel que fa al menjar.
En alguns casos poden deixar de beure aigua potable que tingui un sabor desacostumat.
El problema de les plantes tòxiques i altres tòxics.
Les intoxicacions en els cavalls poden ser molt greus. I, sovint, són mortals.
Una de les primeres precaucions és allunyar els cavalls de les plantes tòxiques.
Cal recordar dues coses: 
1. No totes les plantes tòxiques tenen sabors desagradables als cavalls.
2. Malgrat que tinguin un sabor desagradable, alguns cavalls poden menjar o tastar algunes plantes molt tòxiques, mortals en petites quantitats.
Algunes plantes tòxiques són especialment perilloses quan són seques, o estan barrejades amb el fenc.
També cal considerar la possibilitat que algunes herbes comestibles hagin estat ruixades amb productes químics nocius (herbicides o plaguicides).
En algun cas algú ha abeurat el seu cavall en un recipient que ha contingut productes tòxics (fins i tot que semblava molt net) i el cavall ha mort intoxicat.
Pot ser que un poltre mengi alguna planta tòxica i no mori, però que creixi amb alguna malformació.

#### Tacte
Els cavalls tenen un sentit del tacte molt desenvolupat.
Les àrees més sensibles són al voltant dels ulls, les orelles i el musell. En general tota la pell és sensible: un cavall pot sentir la presència d'un petit insecte en qualsevol part del seu cos.

#### Sentit de l'equilibri
Els cavalls tenen un sentit de l'equilibri molt gran. En part a causa de la sensibilitat de llurs extremitats i en part mercès a una habilitat propioceptiva (habilitat consistent a «saber» de forma inconscient la posició relativa del cos i les extremitats) molt desenvolupada.

### Sistema digestiu

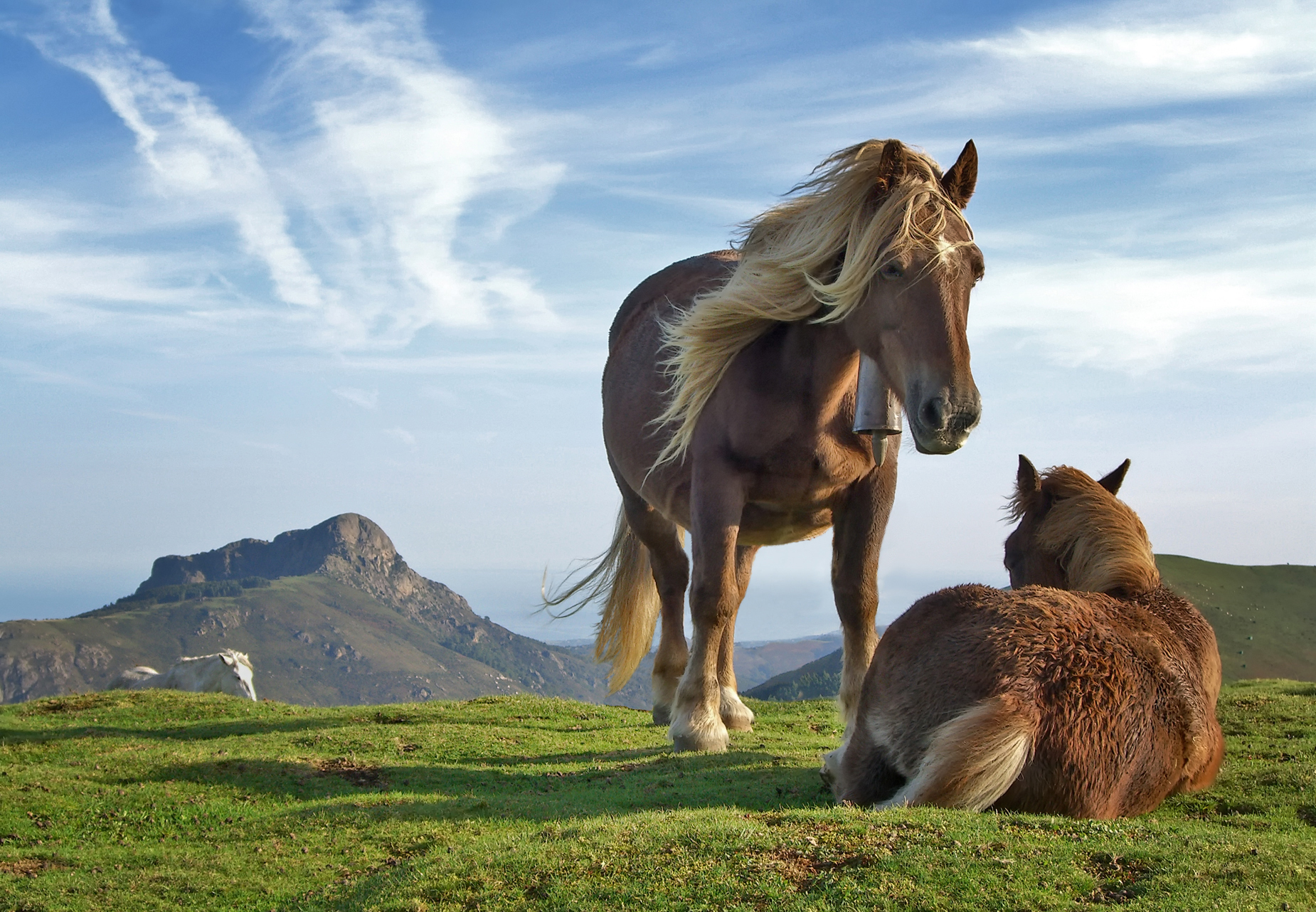
Cavalls a la muntanya Bianditz, Navarra, Espanya

El cavall és un mamífer herbívor i migratori. Això ha afectat considerablement la seva evolució amb un exterior i una forma interior que pot fer millor el medi ambient. Observem per tant, que el sistema digestiu està dissenyat per rebre quantitat petita però contínua dels aliments.

### Dents
El mascle adult en té 40, mentre que la femella en té 36 (a causa dels suports que falten), distribuïdes de la manera: 12 molars, premolars 12, bandes de 4, incisives 12, que al seu torn es divideixen en: 2 incisives centrals, intermediàries 2 i 2 de cantons (o lateral).
Els espais entre les incisives i premolars es diuen barres. Després del naixement comencen a créixer les dents de llet que a poc a poc seran reemplaçades per permanents, i a cinc anys es diu que el cavall té la «boca acabada». Per mastegar té un consum continu de la placa dental, però és compensat pel creixement continu de la dent.
Seguidament, es pot determinar amb raonable exactitud l'edat del cavall en la forma de la taula de la dent incisiva inferior si bé en l'actualitat hi ha registres i targetes de dades reflectides per a impedir el frau, una vegada obtinguda l'edat és freqüent l'alteració artificial de l'aparença de les dents, segons la dieta de l'animal i les variacions del seu consum d'energia. Una espècie particular de cavalls té un conjunt particular de dents, la stossicmorfi.

### Lateralitat
Segons alguns estudis, els cavalls poden ser dretans o esquerrans. Els cavalls de rejoneo «esquerrans», en el cas de genets dretans, ofereixen alguns avantatges. En altres activitats o competicions caldria tenir en compte aquest aspecte, sovint oblidat.

## Pelatge

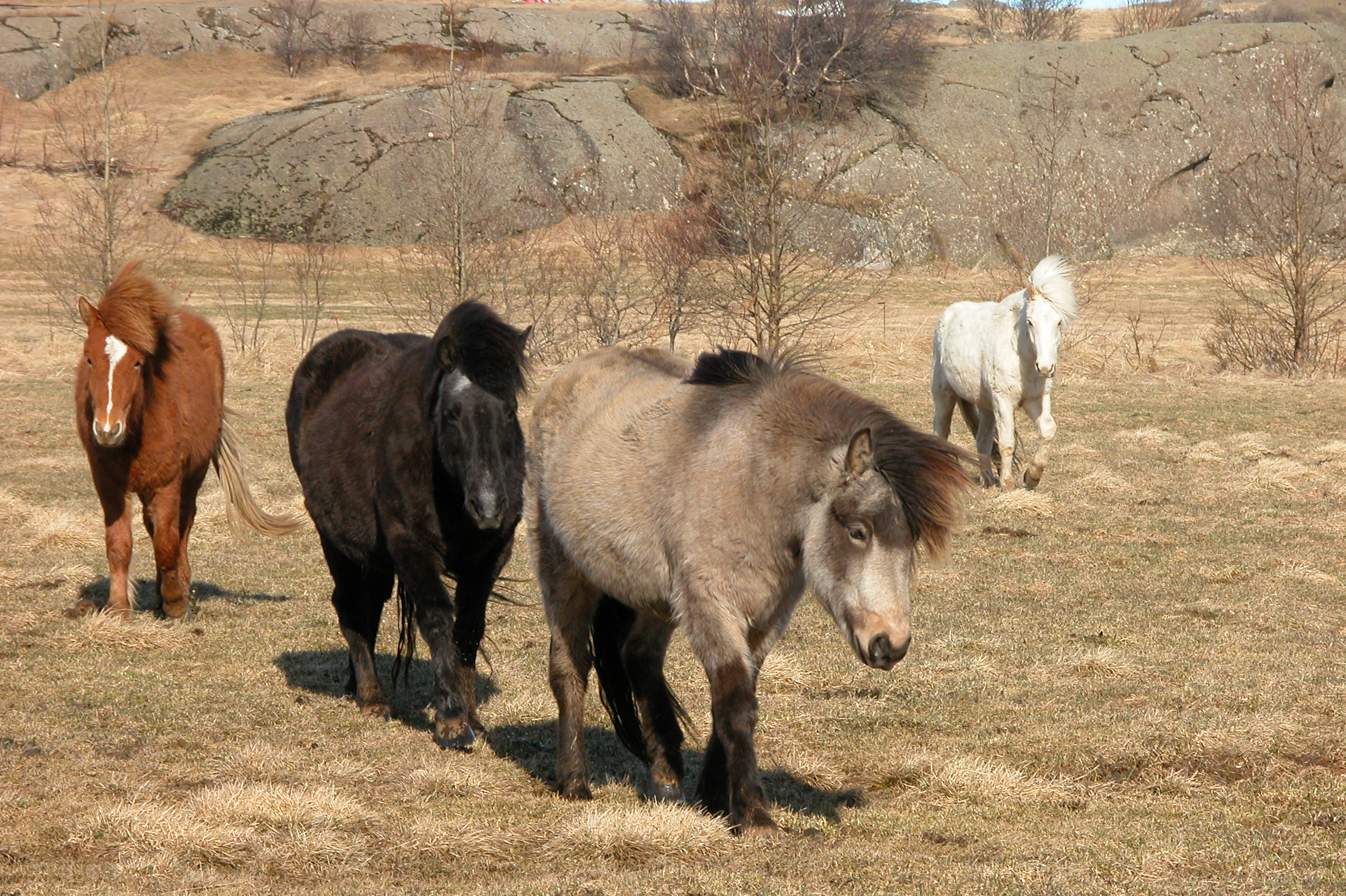
Ponis islandesos amb diferents capes (d'esquerra a dreta): alatzà, negre, ruà i blanc.

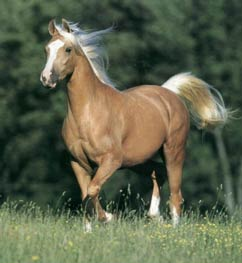
Cavall palomino amb llista.

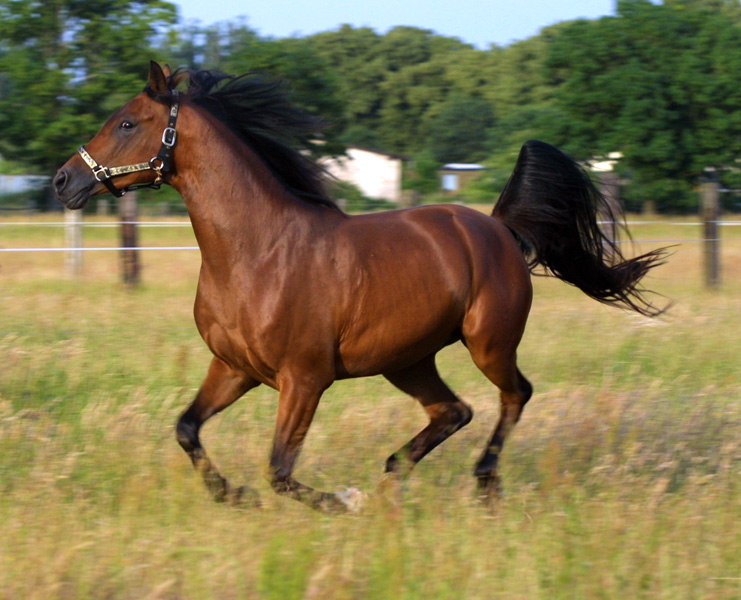
Cavall àrab de pelatge castany.

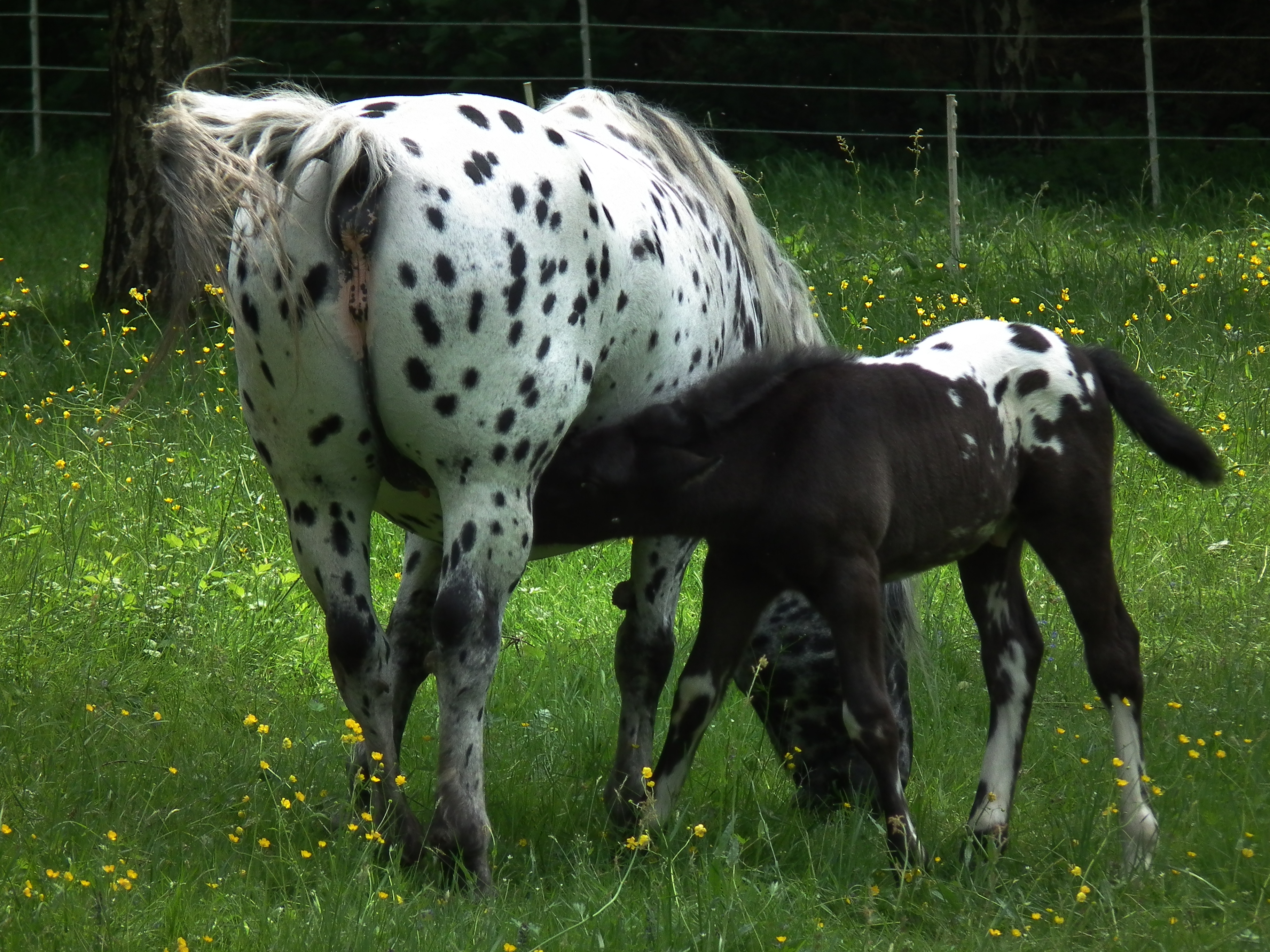
Egua i pollí de pelatge pigat o lleopard, sobre negre.

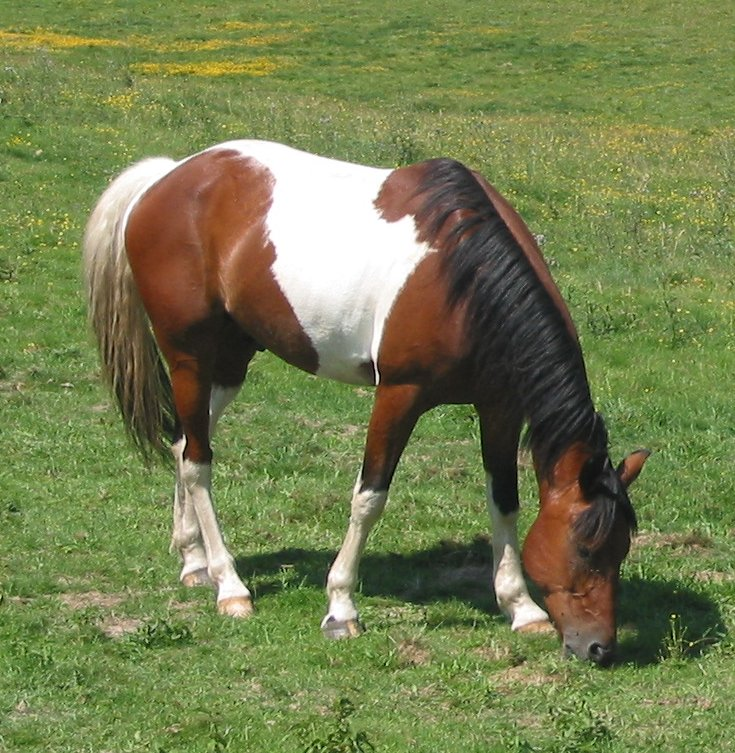
Pelatge clapat o tacat tobiano, sobre castany.

El cos dels cavalls està recobert de pèls, com en els altres mamífers.
La coloració general del pelatge pot anomenar-se de diverses maneres: pèl, capa, pelatge, mantell, roba i, en la parla col·loquial, color.
El pelatge dels cavalls pot presentar moltes varietats. Des de l'ordre de dotzenes fins a uns quants centenars, segons la manera que es vulgui considerar.
Algunes de les variants més habituals tenen un nom tradicional en diversos idiomes. També en català.
A partir dels avenços genètics el sistema d'estudi de les capes ha experimentat una revolució. El que abans es classificava a partir de la simple observació exterior ara es pot estudiar i classificar des del punt de vista genètic.
Es coneix la causa genètica de la majoria del pelatges dels cavalls i el seu mecanisme de transmissió.
Hi ha dues maneres de presentar les capes dels cavalls:
- El sistema tradicional (que descriu un pelatge a partir del seu nom, de manera excessivament resumida).
- El sistema genètic (que defineix cada pelatge a partir de les causes genètiques).

El sistema tradicional és relativament pràctic en poblacions molt barrejades de cavalls (per exemple: els cavalls mongols i els cavalls criolls sud-americans). Amb la conseqüència d'haver de memoritzar dos o tres centenars de definicions.
El sistema genètic és més adequat en poblacions de cavalls amb varietats de pelatge poc barrejades. Memoritzant un nombre reduït de conceptes, associats a un nombre igual de termes, és possible identificar i anomenar amb precisió centenars de capes diferents.
Alguns dels pelatges tradicionals, en català, són els següents:
- negre, moreu
- bru[36]
- castany (antigament igual a bai, en català)
- bai (modernament definit de manera imprecisa, per a designar els pelatges «castany» i «falb crema», a la vegada).
- alatzà, roig o sor
- falb[37]
- ros[38]
- perlí[39]
- crem
- ruà
- liart
- cendrós[40]
- clapat
- pigat
- pèl de rata[41]
- pèl d'argent[42]
- ferrant[43]
- saví[41]
- color de palla[44]
- canós
- cua cana[45]

Les persones relacionades amb el cavall a Catalunya (i a Europa en general) només tenen possibilitat d'observació directa d'un nombre reduït de capes. Coneixent una dotzena de termes en tenen prou. Els professionals i estudiosos del tema que vulguin aprofundir han d'emprar algun sistema que superi les limitacions de la terminologia oficial de les capes a Catalunya. Classificació basada en el sistema de termes identificatius i definició simplificada, que no permet un estudi científic de totes les capes conegudes possibles.
La terminologia oficial a França (definida de manera legal, per «Decret llei») és una mica millor que la catalana, però comparteix algunes de les seves limitacions.

## Reproducció
Arriba a la maduresa sexual a 4 anys. La gestació dura uns 11 mesos i la femella dona a llum una sola cria. Els cavalls domèstics tenen dificultats en l'acoblament sexual, per això certes voltes és necessari que una persona dirigeixi el membre del cavall a l'hora de fecundar la femella; aquests que dirigeixen el membre del cavall en la còpula amb l'egua són anomenats apuntadors, encaülladors o encaradors.

## Relació amb els humans

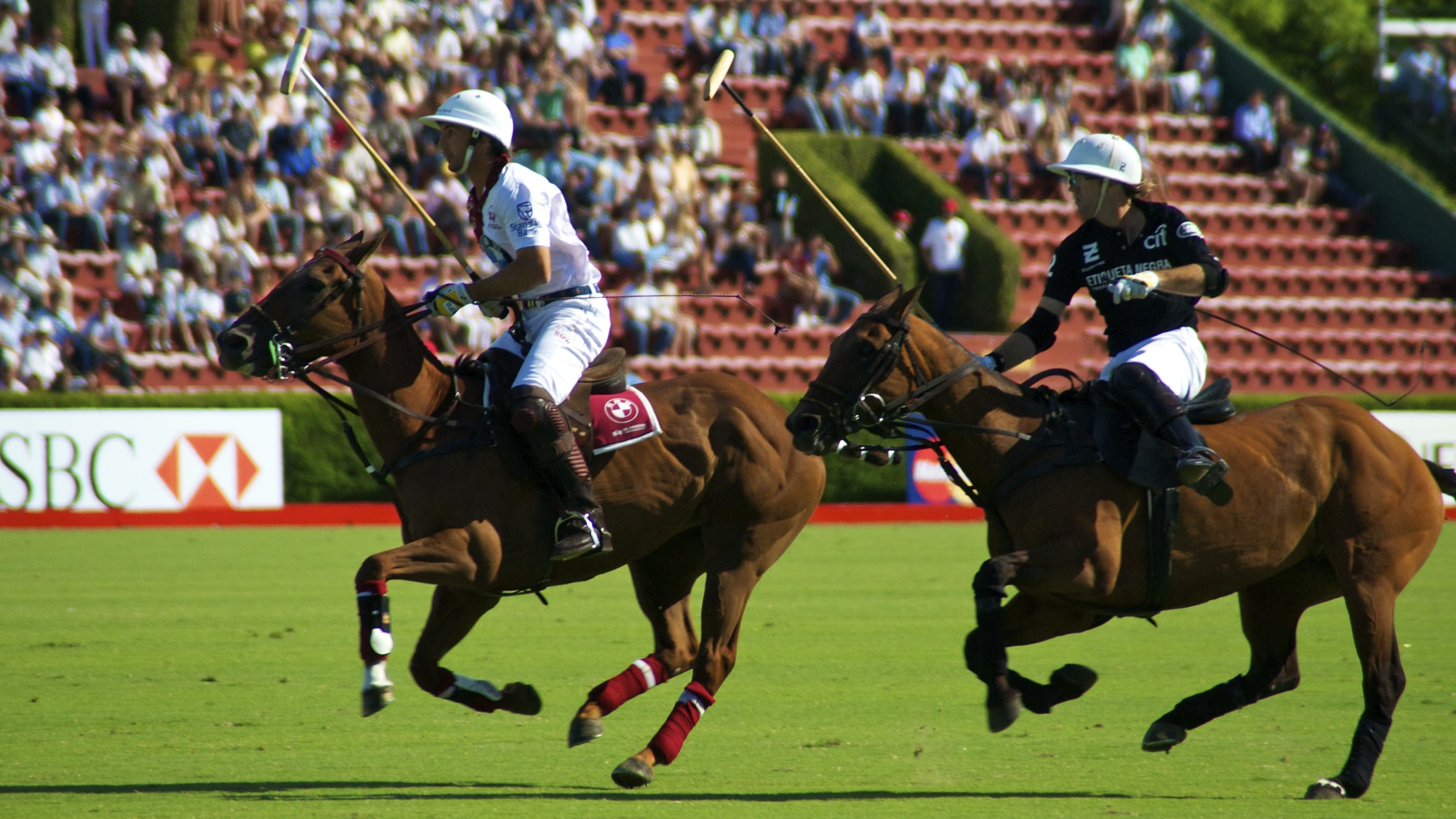
Els cavalls també s'utilitzen en esports com el polo.

Arreu del món, els cavalls tenen un paper en les cultures humanes. Els cavalls són utilitzats pel lleure, per esports i pel treball. La FAO recull que el 2003, la Xina tenia el nombre més gran de cavalls del món, amb més de 8 milions, seguida per Mèxic (6.260.000), el Brasil (5.900.500), els Estats Units (5.300.000) i Argentina (3.655.000). L'American Horse Council estima que les activitats relacionades amb els cavalls tenen un impacte directe en l'economia dels Estats Units de més de 39.000 milions de dòlars i si es té en compte les despeses indirectes, l'impacte és de més de 102.000 milions. En una enquesta del 2004 efectuada per Animal Planet, més de 50.000 espectadors de 73 països votaren pel cavall com el 4t animal preferit del món.

### Guerra
S'han utilitzat cavalls en la guerra durant gran part de la història escrita. La primera prova arqueològica de l'ús del cavall de guerra es remunta a entre el 4000 i el 3000 aC, i ja estava estès a l'acabament de l'edat del bronze. Tot i que la mecanització pràcticament ha substituït el cavall com a arma de guerra, els cavalls encara tenen un ús militar limitat, principalment amb fins cerimonials, o per activitats de reconeixement i transport en àrees de terreny agrest on els vehicles de motor són ineficaços. Els cavalls han estat utilitzats al segle xxi per les milícies janjawid al conflicte de Darfur.

### Cura
Els cavalls són animals pasturadors i la seva font principal de nutrients és farratge de bona qualitat de palla o herba. Poden consumir aproximadament 2-2,5% del seu pes corporal en aliment sec cada dia. Així doncs, un cavall adult de 450 kg pot menjar fins a 11 kg d'aliment. A vegades, se'ls alimenta amb menjar concentrat com ara gra a més de l'herba o la palla, especialment quan l'animal és molt actiu. Quan s'alimenta un cavall amb gra, els nutricionistes equins recomanen que la meitat o més de la dieta de l'animal en pes hauria de continuar sent farratge.

## Origen
Fa 55 milions d'anys existí l'hiracoteri (o eohip), avantpassat de tots els membres del gènere Equus. L'eohip tenia una mida que oscil·lava entre els 20 i els 40 cm d'altura, amb quatre dits a les extremitats anteriors i tres en les posteriors. A simple vista era semblant a un gos. Els seus orígens es poden trobar a Nord-amèrica, on s'extingí. Anys més tard foren els colonitzadors espanyols els encarregats de reintroduir el cavall al continent americà.
L'evolució de l'eohip va fer augmentar la seva alçada fins als 115 cm i va perdre els dits fins a fer-se monodàctil, és a dir, amb un sol dit. A poc a poc, el seu únic dit va endurir fins a desenvolupar el casc o peülla i així fugir més fàcilment dels seus depredadors.
Eohippus evolucionaria posteriorment a una espècie denominada Mesohippus, d'una mida superior i que ja presentava peus amb forma de casc. Després aquest evolucionaria en Merychippus, després a l'espècie de Pliohippus, per a evolucionar a Equus més tard i, finalment, al que coneixem avui en dia, l'èquid.

## Aires
Es denominen aires a les diferents formes de desplaçar-se que té el cavall. El cavall té tres aires naturals: pas, trot i galop.
- Pas: és l'aire més lent, amb quatre temps. Avança primer un peu, després l'altre peu, després la mà del segon peu i per acabar la mà del primer peu.
- Trot: aire més ràpid que el pas, de dos temps, simètric i saltat (en un moment determinat, el cavall queda en suspensió, sense cap peu sobre el terra). El cavall en aquest aire avança en diagonal (és a dir, avança a la vegada la mà esquerra i el peu dret i així consecutivament). El trot pot ser de treball (a bon ritme), reunit (un aire cadenciat, lent i elevat) o llarg (on el cavall arriba a l'amplitud més gran de tranc).
- Galop: és l'aire dels tres temps més la pausa. Quan es galopa correctament, haurem de notar i poder comptar "un, dos, tres, pausa, un, dos, tres, pausa …" 
La pausa és el moment de suspensió, que és quan el cavall té els quatre cascs en l'aire. 
Depenent de la mà amb què galopi el cavall, la seqüència dels temps serà diferent. Per exemple, si galopa a mà dreta, la seqüència serà: peu esquerre, mà esquerra i peu dret al mateix temps, mà dreta seguit de la suspensió.

## Aspectes culturals
El cavall apareix sovint en l'art i la literatura, especialment com a acompanyant del guerrer o cavaller medieval. Exemples són Babieca, el cavall del Cid; Rocinante, el company del Quixot; Jolly Jumper, el cavall de Lucky Luke o Bucèfal, el cavall d'Alexandre Magne.

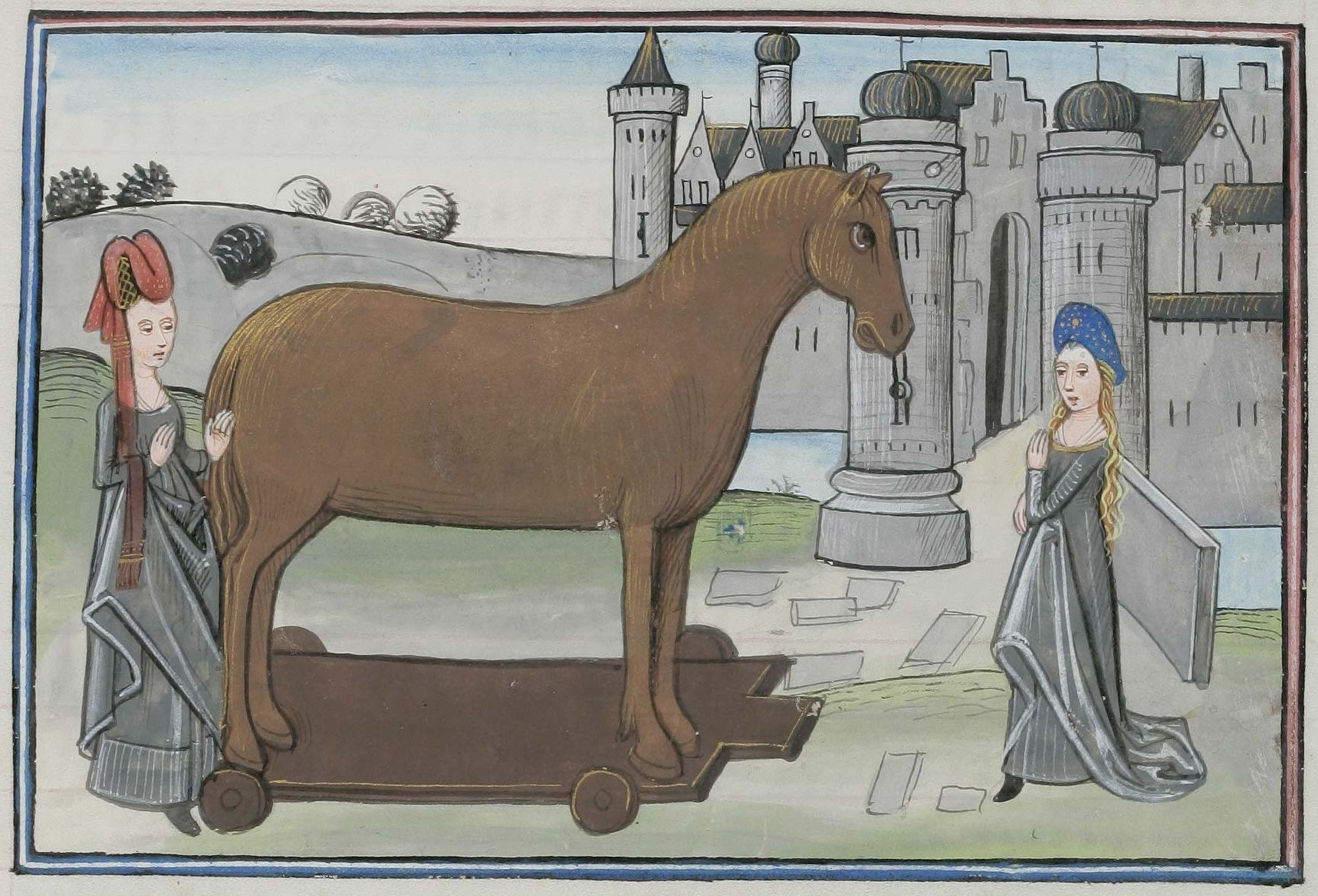
Il·lustració medieval del cavall de Troia

En altres ocasions els cavalls són protagonistes literaris. Black Beauty és el títol d'una saga sobre un cavall negre publicada al segle xix de gran èxit. Els Houyhnhnm són una de les races que es visiten a Els Viatges de Gulliver, formada per cavalls intel·ligents que menyspreen els homes.
En la mitologia apareixen nombroses referències als cavalls, des de criatures basades en aquest animal, com Pegàs, el centaure o l'unicorn, fins a cavalls de grans dimensions i poders, especialment a la cultura nòrdica i germànica. Destaca l'enginy associat al cavall que va permetre els grecs guanyar la guerra a Troia.

## Cavalls famosos
A més d'alguns cavalls esmentats més amunt (en aquest mateix article), hi ha molts cavalls famosos per algun concepte. Cavalls històrics i reals (famosos per mèrits propis o per la notorietat del seu propietari), cavalls mitològics, cavalls imaginaris de fama literària, cavalls campions en les curses o els esports hípics... En cada cas els detalls sobre la glòria de cada cavall o els aspectes menys gloriosos expliquen moltes coses sobre les persones i la societat de cada època.

## Races de cavalls
- Aegidienberger
- Alter Reial
- Appaloosa
- Asturcó
- Cavall Altai
- Cavall American Paint
- Cavall American Quarter
- Cavall American Saddlebred
- Cavall andalús
- Cavall AraAppaloosa
- Cavall àrab
- Cavall barbaresc
- Cavall bretó
- Cavall català
- Cavall crioll
- Cavall dels Outer Banks
- Cavall frisó
- Cavall ibèric
- Cavall Jomud
- Cavall lipizzà
- Cavall losino
- Cavall lusità
- Cavall mallorquí
- Cavall maresmenc
- Cavall Marwari
- Cavall menorquí
- Cavall de Merens
- Cavall Morab
- Cavall Morgan
- Cavall monchino
- Cavall Pinto
- Cavall de Przewalski
- Cavall de pura raça gallega
- Cavall de les retuertas
- Cavall Rocky Mountain
- Cavall xilè
- Cleveland Bay
- Garrana
- Haflinger
- Pottoka
- Pura sang
- Sorraia
- Suffolk Punch
- Trotó Balear

## Equinoteràpia
Pel que fa a les teràpies assistides per cavalls, o equinoteràpia, també es fan en hípiques i intenten ajudar a persones que pateixen alguna discapacitat física, intel·lectual o sensorial, que presenten algun trastorn de conducta o alguna problemàtica social.